# Cantó de Saint-Amour
El cantó de Saint-Amour és un cantó del departament francès del Jura, a la regió del Franc Comtat. Està inclòs al districte de Lons-le-Saunier i té 16 municipis. El cap cantonal és Saint-Amour.

## Municipis
- Balanod
- Chazelles
- Chevreaux
- Digna
- Graye-et-Charnay
- L'Aubépin
- Loisia
- Montagna-le-Reconduit
- Nanc-lès-Saint-Amour
- Nantey
- Saint-Amour
- Saint-Jean-d'Étreux
- Senaud
- Thoissia
- Val-d'Épy
- Véria

## Història
| Data d'elecció                           | Identitat              | Partit                     | Qualitat |
| ---------------------------------------- | ---------------------- | -------------------------- | -------- |
| 1945-1951                                | M. Pépin               | PCF                        |          |
| 1951-197.                                | M. Célard              | Divers droite, després CDP |          |
| 197.-1982                                | M. Mollard             | Divers droite, després UDF |          |
| 1982-1991                                | Lucien Guichard        | UDF-CDS                    |          |
| 1991-1994                                | Nicole Lemaire         | UDF                        |          |
| 1994-2001                                | Gérard Jacquier        | PS                         |          |
| 2001-2008                                | Georges Gallet         | Divers droite              |          |
| 2008-                                    | Thierry Faivre-Pierret | Divers gauche              |          |
| les dades anteriors no són pas conegudes |                        |                            |          |
|                                          |                        |                            |          |